# 파르크 데 프랭스
파르크 데 프랭스(Parc des Princes)는 프랑스 수도 파리의 16구에 위치해 있으며 1897년 7월 18일에 개장하였고 이후 2번 (1932, 1972)의 보수 및 확장공사를 거쳐 지금에 이르렀다. 개장 전 이 곳은 프랑스 혁명 전 프랑스 왕실이 사용하던 유원지였다.
파리를 연고로 하고 있는 클럽인 파리 생제르맹 FC의 홈구장이다. 또한 UEFA가 지정한 4성급 경기장으로써 각종 유럽 대회를 유치하고 치를 수 있는 자격이 있는 경기장이기도 하다.
2013 시즌 종료 후 6만명까지 증축을 계획하였지만 실행되지 않았다.
2024 파리 올림픽 축구 예선, 결승 경기가 개최될 예정이다.

## 주요 축구 경기

### 1938년 FIFA 월드컵
| 날짜            | 팀 1   | 스코어 | 팀 2   | 라운드      |
| --------------- | ------ | ------ | ------ | ----------- |
| 1938년 6월 4일  | 독일   | 1 - 1  | 스위스 | 16강        |
| 1938년 6월 9일  | 독일   | 2 - 4  | 스위스 | 16강 재경기 |
| 1938년 6월 16일 | 헝가리 | 5 - 1  | 스웨덴 | 4강         |

### 1998년 FIFA 월드컵
| 날짜            | 팀 1       | 스코어 | 팀 2       | 라운드  |
| --------------- | ---------- | ------ | ---------- | ------- |
| 1998년 6월 15일 | 독일       | 2 - 0  | 미국       | F조     |
| 1998년 6월 19일 | 나이지리아 | 1 - 0  | 불가리아   | D조     |
| 1998년 6월 21일 | 아르헨티나 | 5 - 0  | 자메이카   | H조     |
| 1998년 6월 25일 | 벨기에     | 1 - 1  | 대한민국   | E조     |
| 1998년 6월 27일 | 브라질     | 4 - 1  | 칠레       | 16강    |
| 1998년 7월 11일 | 네덜란드   | 1 - 2  | 크로아티아 | 3.4위전 |

### UEFA 유로 2016
| 날짜            | 팀 1       | 스코어 | 팀 2       | 라운드 |
| --------------- | ---------- | ------ | ---------- | ------ |
| 2016년 6월 12일 | 튀르키예   | 0 - 1  | 크로아티아 | D조    |
| 2016년 6월 15일 | 루마니아   | 1 - 1  | 스위스     | A조    |
| 2016년 6월 18일 | 포르투갈   | 0 - 0  | 오스트리아 | F조    |
| 2016년 6월 21일 | 북아일랜드 | 0 - 1  | 독일       | C조    |
| 2016년 6월 25일 | 웨일스     | 1 - 0  | 북아일랜드 | 16강   |